# Oberrieden (Szwajcaria)
Oberrieden (hist. Obrendrieden) – miejscowość i gmina (Politische Gemeinde) w północnej Szwajcarii, w kantonie Zurych, w okręgu (Bezirk) Horgen. Leży nad rzeką Sihl oraz Jeziorem Zuryskim.

## Demografia
W Oberrieden mieszka 5289 osób. W 2021 roku 23,3% populacji gminy stanowiły osoby urodzone poza Szwajcarią.

## Transport
Przez teren gminy przebiegają autostrada A3 oraz droga główna nr 3.